# مارلين فيرغسون
مارلين فيرغسون (بالإنجليزية: Marilyn Ferguson)‏ هي كاتِبة أمريكية، ولدت في 5 أبريل 1938 في غراند جنكشن في الولايات المتحدة، وتوفيت في 19 أكتوبر 2008 في بانينغ في الولايات المتحدة.